# In cattiva compagnia
In cattiva compagnia (in russo В дурном обществе?, V durnom obŝestve) è un racconto dello scrittore populista ucraino di lingua russa Vladimir Galaktionovič Korolenko, pubblicato per la prima volta nel 1885.

## Trama
Il racconto è ambientato attorno al 1870 in Volinia, nell'Ucraina occidentale, all'epoca una gubernija dell'Impero russo. L'io narrante è il protagonista Volodja, ormai adulto, chiamato familiarmente "Vasâ". All'età di sette anni Vasâ è abbandonato a se stesso: ha perso la madre, morta per tubercolosi, ed è trascurato dal padre, un giudice che non ha superato il dolore per la morte della moglie. Girovagando nei dintorni della città, Vasâ si imbatte in una società di reietti, ladri, straccioni, mentecatti, e comunque poveri, i quali si nascondono fra le rovine di un'antica chiesa uniate. In questa società Vasâ scopre esempi di bontà e generosità.
Fra i poveri vi è Tuburzio, un ricercato pieno di spirito e con una vasta cultura (ha studiato con i Gesuiti e cita spesso i classici latini e greci), padre di due bambini: Valëk e Marusâ. In particolare, Vasâ è attratto da Marusâ, una bambina triste e ammalata la quale è costretta a nascondersi nei sotterranei della chiesa. Vasâ sottrae una bambola alla propria sorellina Sonja e la regala a Marusâ. La salute della bambina, felice per il dono, sembra migliorare. A casa del giudice, tuttavia, la sparizione della bambola mette in subbuglio la famiglia, e Vasâ non osa confessare la verità. Marusâ tuttavia muore e Tuburzio si reca nella casa di Vasâ per restituire la bambola. Tuburzio racconta al giudice il ruolo svolto dal figlio. Il giudice fornisce danaro a Tuburzio perché lasci il suo rifugio dopo aver dato degna sepoltura a Marusâ.

## Genesi dell'opera

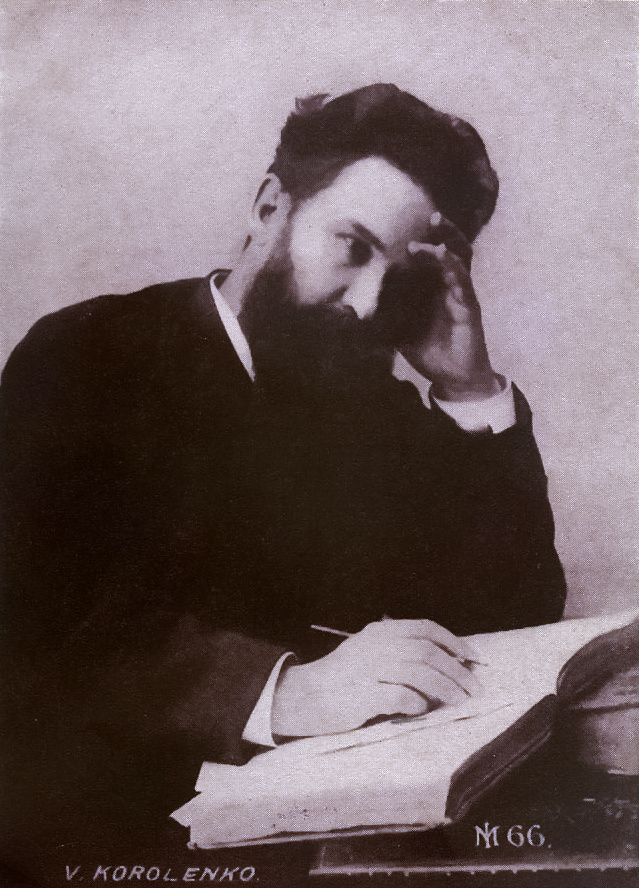
Foto di Vladimir Korolenko

Il racconto apparve per la prima volta nel numero 10 del 1885 della rivista Русская мысль, traslitterata: Russkaâ mysl' (Il pensiero russo). Scriverà l'autore che il racconto fu scritto quasi interamente durante il suo esilio (1881-1884) e fu completato nel 1885 in carcere a San Pietroburgo, nel breve periodo di detenzione a cui fu sottoposto al suo ritorno dall'esilio. A detta dell'autore, il libro ha una componente autobiografica. La città in cui è ambientato, Knâž'e-Veno, corrisponderebbe a Rivne, la città nella quale Korolenko trascorse l'infanzia e la giovinezza. Il racconto ebbe un notevole successo. Fu pubblicato in volume nel 1886 nella raccolta "Saggi e racconti", ed è stato ristampato più volte.
Ettore Lo Gatto afferma che la figura di Vasâ è un pretesto per descrivere la società dell'epoca. I personaggi di Korolenko hanno molti punti di contatto con quelli di Umiliati e offesi di Fëdor Dostoevskij. Nei personaggi di Korolenko, tuttavia, manca il senso di ribellione verso la società; in compenso sono mirabili le descrizioni della natura .
Il racconto di Korolenko è diventato inoltre un classico per la gioventù della letteratura russa. Ne fu pubblicata una versione ridotta per ragazzi, intitolata Deti podzemel'â (I bambini del sottosuolo) già nel numero di febbraio 1886 della rivista per ragazzi "Rodnik" (Sorgente), e anche questa versione è stata ristampata molte volte nel corso del XX secolo. L'autore tuttavia ne fu scontento.

## Edizioni
- In cattiva compagnia, Milano: Sonzogno, 1903, Coll. Biblioteca universale n. 304, 96 p.
- Nella cattiva società; tradotto direttamente dal russo da Fernando Rietti, Roma: Leonardo da Vinci, 1924, Collezione Universitas scriptorum n. 4, 94 p.
- In cattiva compagnia; Trad. di Giacinta De Dominicis Jorio, Francavilla al Mare: Edizioni Paoline, 1965, Collezione Filo d'erba n. 10, 129 p.

## Adattamenti
- Tra le pietre grigie (in russo Среди серых камней?, Sredi seryh kamnej) film del 1982 della regista Kira Muratova, la quale tuttavia rifiutò di firmarlo dopo i tagli e le modifiche imposte dalla censura sovietica[3].